# Drače
 Ovo je glavno značenje pojma Drače. Za naselje u općini Foča, BiH pogledajte Drače (Foča, BiH).
Drače su naselje u Dubrovačko-neretvanskoj županiji u općini Janjini. 

## Zemljopisni položaj
Drače se nalaze na sjevernoj obali poluotoka Pelješca, na državnoj cesti 414, 30 km sjeverozapadno od Stona te 2 km sjeveroistočno od središta općine Janjine.

## Gospodarstvo
Stanovnici Drača se bave ribolovom i poljodjelstvom, a u manjoj mjeri i turizmom. Turističke kapacitete ovog mjesta čine privatne kuće s apartmanima za iznajmljivanje i auto-kamp.

## Stanovništvo
Drače u velikoj većini nastanjuju Hrvati katoličke vjeroispovjesti, a prema popisu stanovništva iz 2001. godine u mjestu živi 64 stanovnika.
| broj stanovnika |       |       |       |       | 26    | 41    |       |       | 34    | 28    | 20    | 23    | 28    | 48    | 64    | 93    | 116   |
|                 | 1857. | 1869. | 1880. | 1890. | 1900. | 1910. | 1921. | 1931. | 1948. | 1953. | 1961. | 1971. | 1981. | 1991. | 2001. | 2011. | 2021. |